# Bitwa pod Zbarażem (1920)

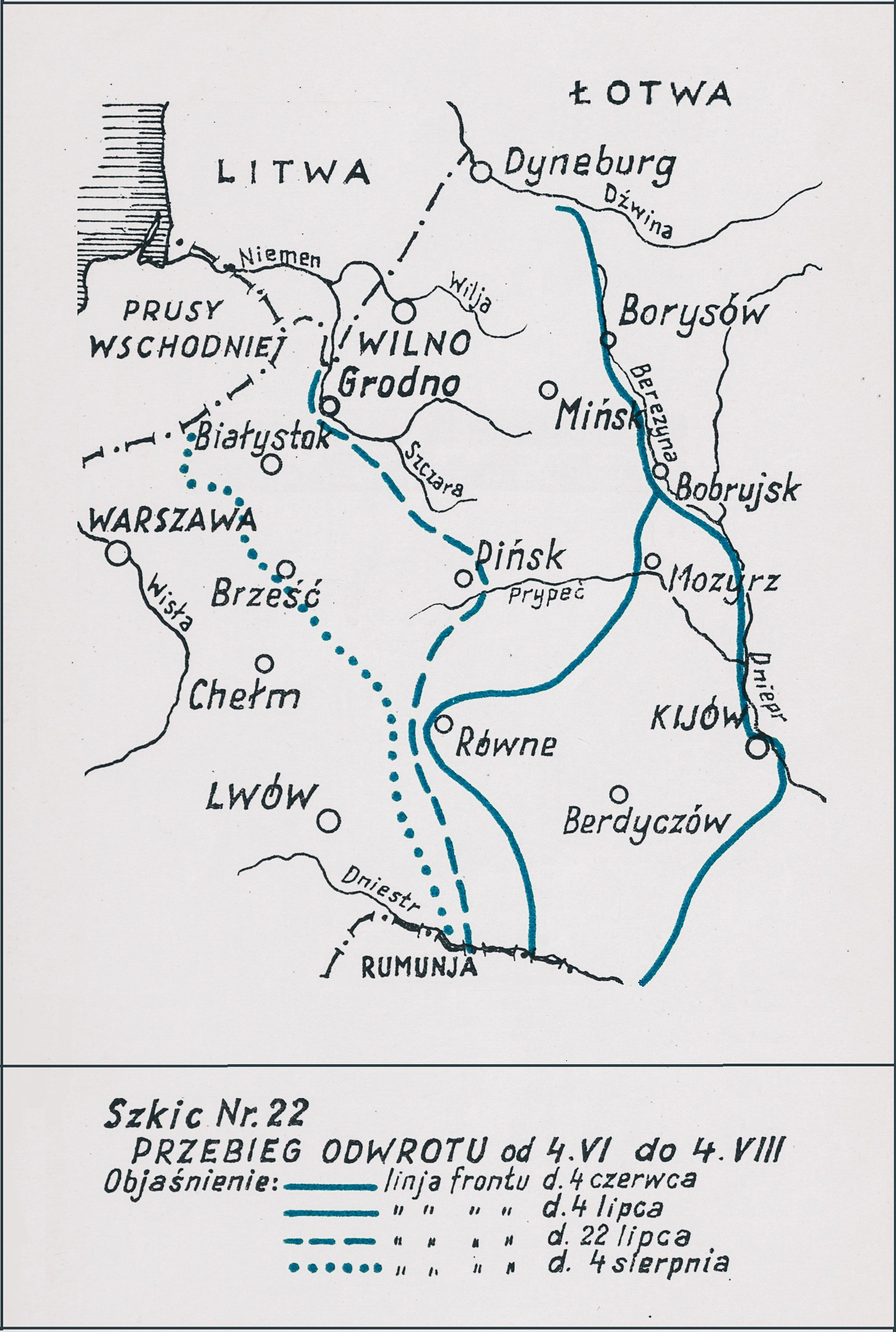
Adam Przybylski,
Wojna polska 1918–1921

Bitwa pod Zbarażem – walki polskiego 50 pułku piechoty Strzelców Kresowych mjr. Zygmunta Polaka z sowieckim 189 pułkiem strzelców w okresie ofensywy Frontu Południowo-Zachodniego w czasie wojny polsko-bolszewickiej.

## Sytuacja ogólna
26 maja na Ukrainie wojska sowieckiego Frontu Południowo-Zachodniego przeszły do ofensywy, a już 5 czerwca trzy dywizje sowieckiej 1 Armii Konnej Siemiona Budionnego przełamały trwale polski front pod Samhorodkiem na odcinku obrony grupy gen. Jana Sawickiego. W ostatnich dniach czerwca poszczególne związki operacyjne Frontu Ukraińskiego, dowodzonego już przez gen. Edwarda Rydza-Śmigłego, ugrupowane były w następujący sposób: Armia Ukraińska gen. Omelianowicza-Pawlenki skupiona była nad Dniestrem, w kierunku granicy z Rumunią, 6 Armia gen. Wacława Iwaszkiewicza-Rudoszańskiego zajmowała odcinek frontu Dniestr–Chmielnik–Lubar, nowo sformowana 2 Armia gen. Kazimierza Raszewskiego znajdowała się na linii rzek Słucz i Horyń, a 3 Armia gen. Edwarda Rydza-Śmigłego rozlokowana była nad Uborcią.
27 czerwca 1 Armia Konna przełamała polską obronę na Słuczy na południe od Zwiahla, na odcinku bronionym przez I Brygadę Piechoty (rez.). Kawaleria Budionnego wdarła się w lukę między lewym skrzydłem 6 Armii, a grupą gen. Leona Berbeckiego z 2 Armii. 29 czerwca dowództwo polskiego Frontu Ukraińskiego przygotowało plan uderzenia na sowiecką 1 Armię Konną. Polski plan pobicia 1 Armii Konnej pod Korcem nie powiódł się i 2 lipca strona polska zaniechała działań ofensywnych w tym rejonie. 3 lipca 1 Armia Konna sforsowała Horyń i rozpoczęła się kilkudniowa bitwa pod Równem, zakończona porażką 2 Armii gen. Kazimierza Raszewskiego. Nie zdołano rozbić 1 Armii Konnej ani zadać takich strat, które wyraźnie obniżyłyby jej wartość bojową.
Wobec niepomyślnego przebiegu walk 2 Armii, dowódca Frontu Ukraińskiego gen. Edward Rydz-Śmigły wydał 5 lipca rozkaz, w którym nakazywał 6 Armii (12, 13, 18 DP) i podlegającym jej sprzymierzonym oddziałom ukraińskim wycofanie się na linię Zbrucza.
Od 11 lipca 12 Dywizja Piechoty toczyła zacięte walki pod Wołoczyskami.

## Walki pod Zbarażem
20 lipca, zgodnie z rozkazem dowódcy 13 Dywizji Piechoty, 50 pułk piechoty Strzelców Kresowych mjr. Zygmunta Polaka opuścił linię Zbrucza i wycofywał się w kierunku na Zbaraż i Mazurowce. Zgodnie z informacjami zawartymi w rozkazie, miasto miało być obsadzone przez oddziały 12 Dywizji Piechoty, a 50 pp miał przejść do odwodu i przyjąć zaopatrzenie. Po ciężkich walkach składał się tylko z III batalionu, kompanii saperów i kompanii technicznej. W sumie liczył około 350 „bagnetów”.
Własne rozpoznanie doniosło, że w promieniu dziesięciu kilometrów od Zbaraża nie ma własnych oddziałów. Zatem pułk rozpoczął przygotowania do obrony. Po południu pod miasto podeszły pierwsze ubezpieczenia 189 pułku strzelców. Około 16.00 artyleria sowiecka otworzyła ogień, a po artyleryjskim przygotowaniu ataku, od strony Łubianek i Kretowiec, do natarcia przystąpiły bataliony sowieckiego pułku strzelców i kawaleria. Pierwsze natarcie odparto. Sowieci zaatakowali o zmierzchu, ale i ten atak został powstrzymany ogniem polskiej piechoty. Przez pięć kolejnych dni pod Zbarażem dochodziło tylko do starć patroli. W godzinach nocnych 25 lipca cztery szwadrony kawalerii i kompania piechoty obeszły stanowiska polskie i wdarły się do miasta. Dowódca pułku osobiście poprowadził do kontrataku 12 kompanię i kompanię saperów. Polacy wyparli Sowietów z miasta, ale w związku z ogólną sytuacją, a przede wszystkim z klęską 12 Dywizji Piechoty pod Wołoczyskami, dowódca 13 Dywizji Piechoty nakazał opuścić miasto i wycofać się za Seret do rejonu Horodyszcza. Nad ranem 26 lipca pułk nie niepokojony przez nieprzyjaciela odszedł na nowe pozycje obronne.

## Bilans walk
Walki w obronie Zbaraża nie miały większego wpływu na rozwój sytuacji w tym rejonie. Straty po obu stronach były jednak duże. 25 lipca III batalion i kompania techniczna straciły około 60 zabitych i 40 rannych. Straty sowieckie podczas pierwszego natarcia oceniono 23 zabitych, a po nocnej walce też były znaczne.